# Karl Maka
Karl Maka, también conocido como Carl Mak y Mak Kar (麥嘉| cantonés: Mak Ga | mandarín: Mài Jiā ), es un actor, productor y director chino, nacido en Chonglou el 29 de febrero de 1944.

## Biografía
Trasladado primero a Hong Kong en 1958 y posteriormente a Nueva York en 1963, donde se graduó en Cinematografía en 1971, Mak trabajó en varias películas occidentales como meritorio y luego asistente de producción antes de volver a Hong Kong en 1975 con la experiencia suficiente para dirigir, escribir y protagonizar sus propios films. Su película de debut se tituló The Good, the Bad and the Loser y gracias a ella pronto se convertirá en una figura cómica habitual en el cine de serie B. En 1978 se asoció a Sammo Hung para fundar su primera compañía cinematográfica, Gar Bo Films Company, para la que realizaron, entre otras, Dirty Tiger, Crazy Fox. Tras una serie de exitosas comedias de acción, Hung y Mak se separaron en 1981; este último fundó junto a Dean Shek y Raymond Wong una segunda productora, Cinema City and Films Co. (luego rebautizada Cinema City Company Limited), que servirá de trampolín a realizadores de la talla de Tsui Hark o John Woo a mediados de la década. También servirá para otorgar popularidad a Mak en el mercado occidental gracias al éxito de la serie cinematográfica de Mad Mission (1981-89) junto a Samuel Hui y Sylvia Chang, donde interpretó al torpe inspector de Policía Albert "Baldy" Au, papel por el que fue galardonado con el Hong Kong Film Award al Mejor Actor en 1983. A principios de la década de los 90 se retiró del cine.